# Peristylus staminodiatus
Peristylus staminodiatus är en orkidéart som beskrevs av Johannes Jacobus Smith. Peristylus staminodiatus ingår i släktet Peristylus och familjen orkidéer.
Artens utbredningsområde är Sulawesi. Inga underarter finns listade i Catalogue of Life.